# Сражение при Санта-Розе (1913)
Сражение при Санта-Розе (исп. Batalla de Santa Rosa) — одни из первых боёв в начале борьбы между повстанцами-конституционалистами и войсками правительства Викториано Уэрты во время Мексиканской революции, произошедшие в мае 1913 года на территории штата Сонора.
После установления конституционалистами своего контроля над северной Сонорой их отряды, возглавляемые Альваро Обрегоном и Мануэлем Дьегесом двинулись в южном направлении и заняли столицу штата город Эрмосильо, а затем подошли к порту Гуаймас, который находился в руках федеральных сил, верных правительству Уэрты.
Перед лицом значительных сил противника, поддерживаемых огнем с канонерских лодок Обрегон решил отступить на север, преследуемый федеральной колонной генерала Луиса Медины Баррона, насчитывавшей 1500 человек и имевшей в том числе кавалерию и артиллерию.
4 мая федеральная колонна заняла станцию Майторена и стала продвигаться к станции Санта-Роза, которую заняла 5-го числа. В течение трех дней уэртисты бездействовали и только 8 мая начали осторожно продвигаться вперед, разведывая местность и возвращаясь в Санта-Розу. Обрегон решил атаковать позиции противника у Санта-Розы утром 9 мая.
Бои начались в 5 утра. Кабрал с 390 бойцами атаковал с фронта, Мануэль Дьегес с 600 — на западном фланге, Рамон Соса во главе 1175 пехотинцев и кавалеристов — на восточном фланге. Маневр представлял собой простое обходное наступление, но Кабрал и Дьегес, атаковавшие на более благоприятной местности, должны были атаковать первыми, отвлекая противника на этом фланге и позволяя Сосе продвинуться вперед.
В 8 утра генерал Медина Баррон, полагая, что завязавшиеся бои были простой стычкой, приказал своей кавалерии (300 ч.) двинуться вперед, но она была обстреляна бойцами Обрегона и отступила с большими потерями. Федеральная пехота, несмотря на поддержку пулеметов и артиллерии, также не добилась успеха. В 11 часов утра к каррансистам прибыло подкрепление (около 458 человек) под командой Сальвадора Альварадо.
9 — 11 мая вокруг Санта-Розы шли позиционные бои с переменным успехом; конституционалисты постепенно удлиняли линию фронта, загибая фланги и охватывая войска уэртистов, сосредоточившиеся на станции. 10 мая федералам удалось захватить один из холмов справа и разместить на нем пулемет под прикрытием артиллерии, но затем они были выбиты оттуда. Неоднократные их контратаки, чтобы вытеснить конституционалистов с холма, не увенчались успехом.
К вечеру 11 мая у конституционалистов стали заканчиваться боеприпасы, поэтому Обрегон решился на отчаянный шаг и силами отряда Дьегеса атаковал артиллерийскую батарею, своим огнем постоянно беспокоившую его войска. Попав под винтовочный обстрел с 100 метров, федералы были вынуждены увести ее с позиций.
Отсутствие боеприпасов для артиллерии и людских резервов заставило Медину Баррона ночью и рано утром 12 мая отвести свои силы вначале к станции Майторена, а затем в сторону Гуаймаса. Плохо организованное отступление привело к тому, что в качестве трофеев конституционалистам достались 6 пулеметов, 200 винтовок, много патронов и другого военного имущества. Обрегон отчитался о своих 42 убитых и 89 раненых и 422 убитых у противника.